# Istok (gmina Dubicze Cerkiewne)
Istok – wieś w Polsce położona w województwie podlaskim, w powiecie hajnowskim, w gminie Dubicze Cerkiewne.

## Opis
Wieś królewska w leśnictwie  bielskim w ziemi bielskiej województwa podlaskiego w 1795 roku. W latach 1975–1998 miejscowość należała administracyjnie do województwa białostockiego.
Wieś w 2011 roku zamieszkiwało 89 osób.
We wsi znajduje się cmentarz prawosławny założony w XIX wieku.
Prawosławni mieszkańcy wsi należą do parafii Opieki Matki Bożej w Dubiczach Cerkiewnych, a
wierni kościoła rzymskokatolickiego do parafii Świętych Cyryla i Metodego w Hajnówce.